# Myuchelys novaeguineae
Myuchelys novaeguineae là một loài rùa trong họ Chelidae. Loài này được Meyer mô tả khoa học đầu tiên năm 1874.